# Radi (element)
El radi és l'element químic de símbol Ra i nombre atòmic 88. Tots els isòtops de radi són radioactius; l'únic isòtop natural, el radi 226, té un període de semidesintegració de 1 620 anys. De fet, tot el radi natural en la Terra és un producte de la desintegració de l'urani. Per això, el radi es troba en quantitats diminutes en totes les menes que contenen urani. Fou descobert pel físic francès Pierre Curie i la polonesa Maria Skłodowska-Curie el 26 de desembre de 1898 a partir del mineral uraninita. Actualment, la seva principal aplicació és la preparació de gas radó en els laboratoris de recerca.

## Història

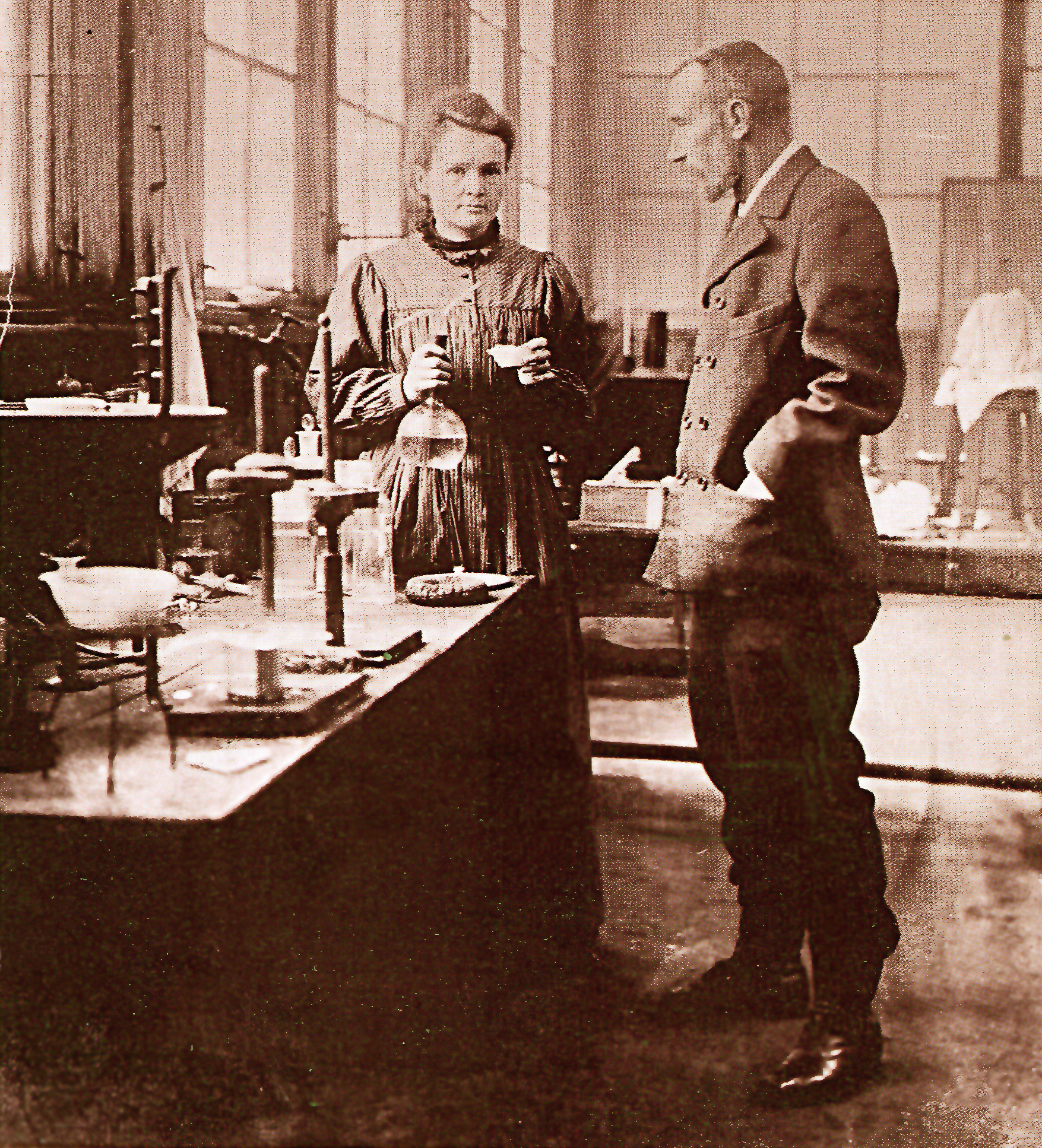
Marie i Pierre Curie al seu laboratori el 1900.

El radi fou descobert l'any 1898 per Marie Curie (1867-1934) i el seu marit Pierre (1859-1906), a partir de la uraninita obtinguda d'una mina del nord de Bohèmia, a Txèquia, que en conté al voltant d'1 g per cada 7 tones de mineral. La uraninita o pechblenda, un mineral de composició química òxid d'urani(IV) UO2 s'extreia d'una mina prop de Jáchymov, al nord-oest de Bohèmia, a la Txèquia, d'on s'extreia l'urani per utilitzar-lo per acolorir esmalts de ceràmica i tenyir fotografies. L'escòria residual s'abocava a un bosc proper. Els Curie comprovaren que l'escòria de pechblenda era més radioactiva que els composts d'urani, per la qual cosa deduïren que havia de contenir un element químic desconegut molt més radioactiu que el mateix urani. La concentració havia de ser molt petita perquè es tractava d'una impuresa (actualment sabem que és un producte de la desintegració de l'urani). Després de treballar amb tones d'escòria de pechblenda, els Curies identificaren dos nous elements en el material restant: poloni i radi. Demostraren que hi havia dos elements nous, un semblant al bismut i l'altre al bari, perquè el seu espectre atòmic revelava línies que no corresponien a cap element conegut.

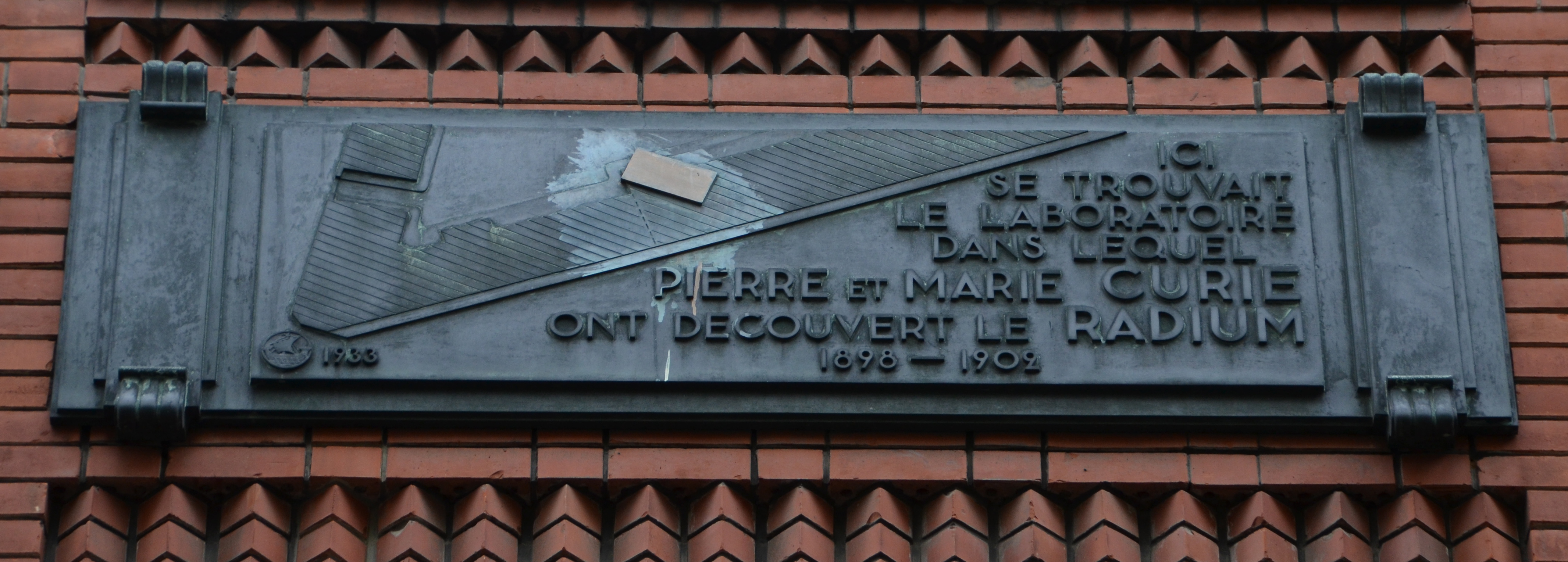
Placa a París indicant la ubicació del laboratori dels Curie a lÉcole supérieure de physique et de chimie industrielles de la ville de Paris.

Marie Curie i el químic francès André-Louis Debierne (1874-1949) foren els primers a extreure radi pur l'any 1910 mitjançant electròlisi d'una dissolució de clorur de radi RaCl2 i emprant un càtode de mercuri on es produïa la reducció de Ra2+ a Ra. L'amalgama, obtinguda en dissoldre's el radi metàl·lic dins del mercuri, la destil·laren en atmosfera d'hidrogen i obtingueren el metall pur. Les mostres de radi brillaven amb una lleugera llum blava a la foscor, causada per la intensa radioactivitat que excitava l'aire circumdant.

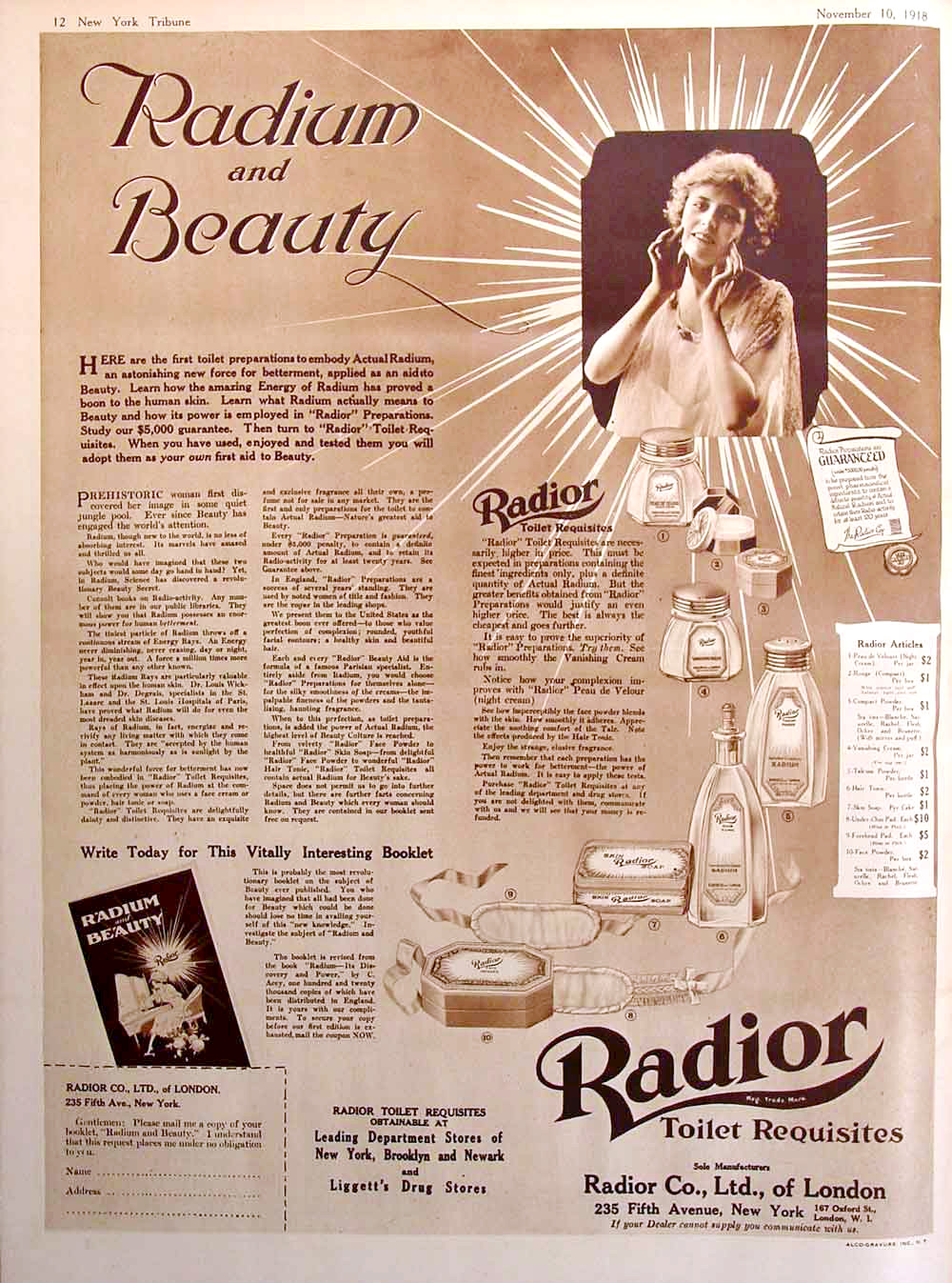
Publicitat de cosmètics amb radi del 1918

Després de l'anunci de la descoberta del radi i la popularització dels raigs X com a agent terapèutic, diversos metges començaren a utilitzar el radi com a element curatiu. La percepció que podia curar qualsevol malaltia estengué el seu ús a molts productes sanitaris quotidians com supositoris, preservatius, pasta dentífrica o begudes curatives. La seva dificultat de producció fe augmentar el preu d'1 gram de radi a 100 000 dòlars el 1921. A més, les seves característiques radioluminiscents en combinació amb el sulfur de zinc ZnS en feren un element d'ús extensiu en rellotges, brúixoles i instruments d'aviació per poder ser observats en la foscor. No obstant això, els seus efectes nocius es posaren de manifest durant la dècada de 1920, quan els treballadors que feien servir radi emmalaltien per motius laborals. Un notori cas fou les anomenades radium girls (les noies del radi) que patiren enverinament per radiació en recobrir les esferes dels rellotges que fabricaven amb una pintura basada en el radi utilitzada en la fàbrica United States Radium Corporation a Orange, New Jersey, Estats Units, l'any 1917.
Inicialment, els productes de desintegració del radi s'anomenaren com a radi A, B, C… La seva equivalència amb els noms dels radionúclids actuals figura a la següent taula:
| Nom antic   | Emanació de radi | Radi A | Radi B | Radi C | Radi C1 | Radi C2 | Radi D | Radi E | Radi F |
| ----------- | ---------------- | ------ | ------ | ------ | ------- | ------- | ------ | ------ | ------ |
| Radionúclid | 222Rn            | 218Po  | 214Pb  | 214Bi  | 214Po   | 210Tl   | 210Pb  | 210Bi  | 210Po  |

## Estat natural i obtenció

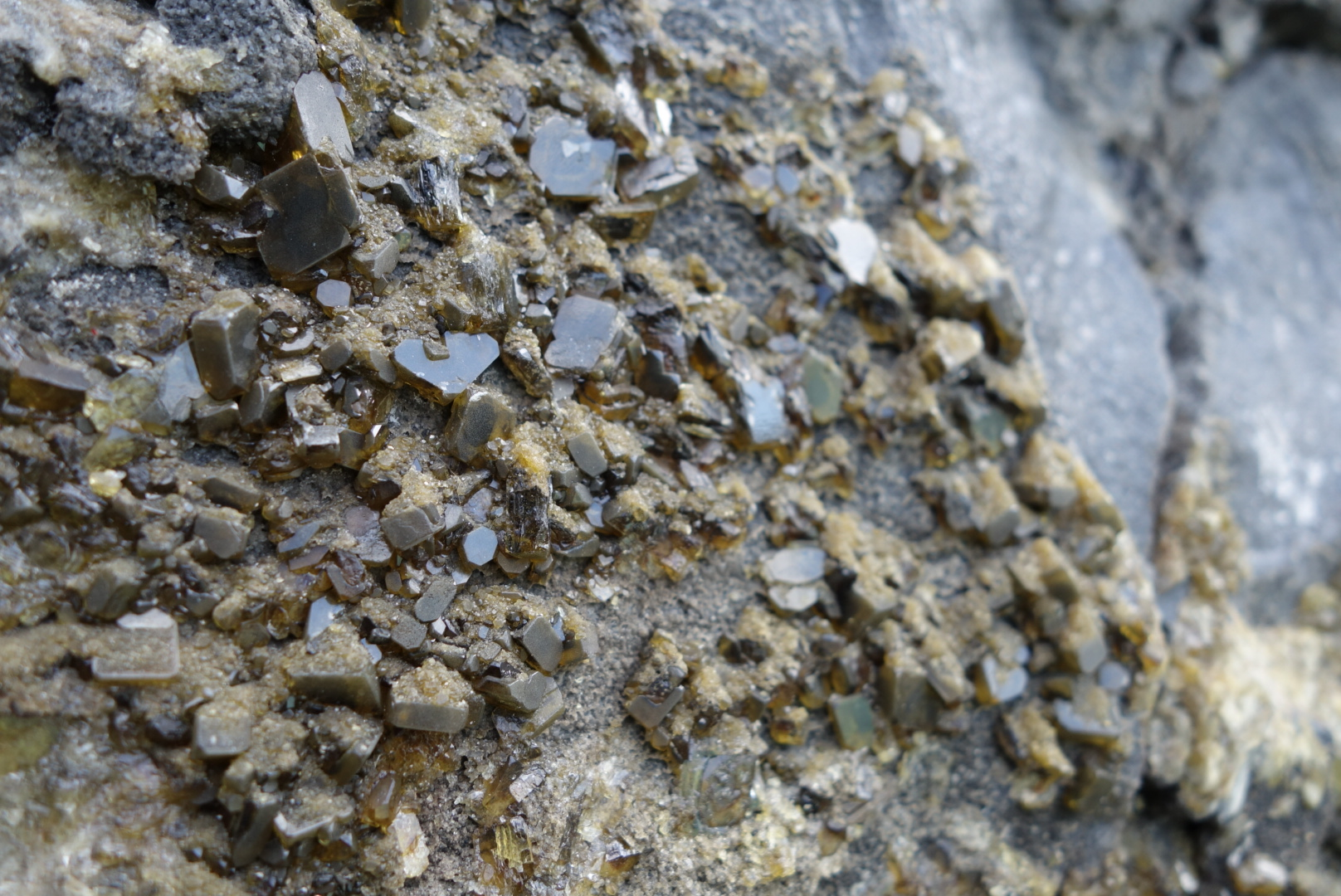
La radiobarita (Ba,Ra)SO_{4} és el mineral que conté la proporció més alta de radi i només és del 0,01 %.

El radi es troba en ínfimes quantitats a l'escorça de la Terra, essent la concentració mitjana de 0,6 ng/kg. Dels 90 elements naturals, ocupa la posició 86a quant a abundància. 

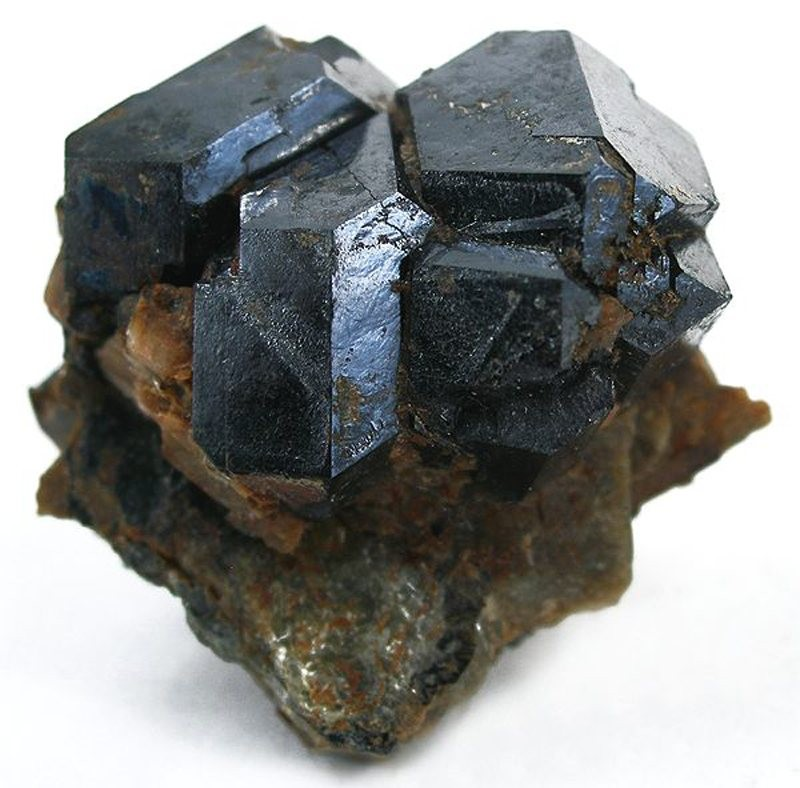
Uraninita o pechblenda UO2.

El radi es produeix en les cadenes de desintegració de l'urani i del tori. La cadena de desintegració de l'urani 238 dona lloc al radi 226, amb un període de semidesintegració de 1 600 anys, essent el més abundant per la seva major semivida i perquè a la natura l'isòtop urani 238 és el més abundant (99,27 %). Les altres cadenes de desintegració generen isòtops de radi amb períodes de semidesintegració molt més curts que el radi 226. La cadena de desintegració de l'urani 238 fins al radi 226 és:
{\displaystyle {\ce {^{238}_{92}U->{^{234}_{90}Th}\ +{^{4}_{2}He}->{^{234\!m}_{91}Pa}+{^{0}_{-1}e}->{^{234}_{91}Pa}->}}}{\displaystyle {\ce {->{^{234}_{92}U}+{^{0}_{-1}e}->{^{230}_{90}Th}\ +{^{4}_{2}He}->{^{226}_{90}Ra}\ +{^{4}_{2}He}->...}}}
Inicialment, el radi s'obtingué de les mines d'uraninita de Jáchymov, al nord-est de Bohèmia (Txèquia). Posteriorment, també s'extragué de les arenes de carnotita de Colorado (EUA), però els jaciments més importants es troben al Congo-Kinshasa i al Canadà, a la regió del Gran Llac dels Ossos. El radi es pot obtenir a partir de la seva extracció de minerals d'urani com la uraninita o carnotita o de tori com la monazita i torianita, però també dels residus del combustible de la indústria nuclear. Es comercialitza en forma de clorur de radi o de bromur de radi. Pràcticament no existeix al món radi metàl·lic.

## Propietats

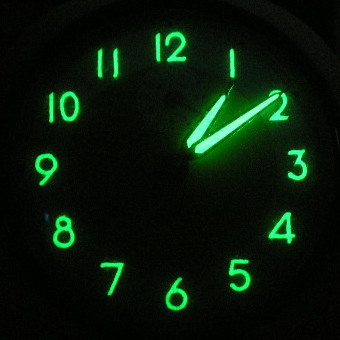
Rellotge dels anys 1950 amb il·luminació nocturna per radi

### Propietats físiques
El radi és un element metàl·lic que pertany al grup 2 de la taula periòdica o grup dels alcalinoterris. La seva densitat és de 5 g/cm³, el seu punt de fusió 696 °C i el d'ebullició 1 737 °C. La seva estructura cristal·lina és cúbica centrada en el cos. El seu color és blanc brillant, però exposat a l'aire es recobreix ràpidament d'una fina capa de nitrur de radi Ra3N2, de color negre, en reaccionar amb el nitrogen de l'aire, que li lleva brillantor.
Com que és inestable emet raigs beta, alfa i gamma. Algunes desintegracions són:
{\displaystyle {\ce {^226_88Ra -> ^222_84Rd + ^4_2He + \gamma}}}{\displaystyle {\ce {^228_88Ra -> ^228_89Ac + ^0_{-1}e + \gamma}}}
Un gram de radi 226 té una radioactivitat de 3,7×10¹⁰ Bq, que equivalen a 1 curie (Ci), primera unitat de radioactivitat establerta pels Curie. Els rajos β produïts pel radi poden fer que certes substàncies brillin (radioluminescència).

### Propietats químiques

Cadena de desintegració de l'urani.

El radi és atacat per l'aigua amb una vigorosa evolució de l'hidrogen i per l'aire amb la formació del nitrur de radi Ra3N2, segons la reacció:
{\displaystyle {\ce {3Ra(s) + N2(g) -> Ra3N2(s)}}}
La seva forma natural és en forma de catió radi(2+) en tots els seus compostos. El sulfat de radi RaSO4 és el sulfat més insoluble conegut, i l'hidròxid de radi Ra(OH)2, és el més soluble dels hidròxids alcalinoterris. L'acumulació gradual d'heli dins dels cristalls de bromur de radi, RaBr2, els debilita i ocasionalment exploten. En general, els compostos del radi són molt similars als del bari, cosa que dificulta la separació dels dos elements.

## Isòtops
El radi té quatre isòtops radioactius naturals que tenen períodes de semidesintegració (T1/2) molt inferiors a l'edat de la Terra, de manera que provenen de diferents cadenes de desintegració (238U, 235U i 232Th). Així, el 226Ra (T1/2 = 1 600 anys) procedeix de la cadena de desintegració de l'238U; el 228Ra (T1/2 = 5,75 anys), descobert el 1905 per l'alemany Otto Hahn, i el 224Ra (T1/2 = 3,6 dies), descobert pels britànics Ernest Rutherford i Frederick Soddy en 1902, pertanyen a la cadena del 232Th; i el 223Ra (T1/2 = 11,4 dies), descobert pel químic polonès T. Godlewski el 1905, a la cadena del 235U.
Per altra banda, actualment es coneixen trenta-dos isòtops més del radi, que van des del radi 201 fins al radi 234.

## Aplicacions

### Generació de radó
El radi té un ús limitat. La seva principal aplicació és la preparació de gas radó en els laboratoris de recerca. El radó és un element químic gasós, radioactiu, incolor, inodor i insípid, que procedeix de la desintegració natural del radi (urani-radi-radó). Pesa més que l'aire i, com que surt del sòl, té tendència a acumular-se als soterranis de les cases. El gas radó s'utilitza per a estudiar el transport de masses d'aire, els fenòmens físics de dispersió i per a la validació de models de transport atmosfèrics.

### Medicina

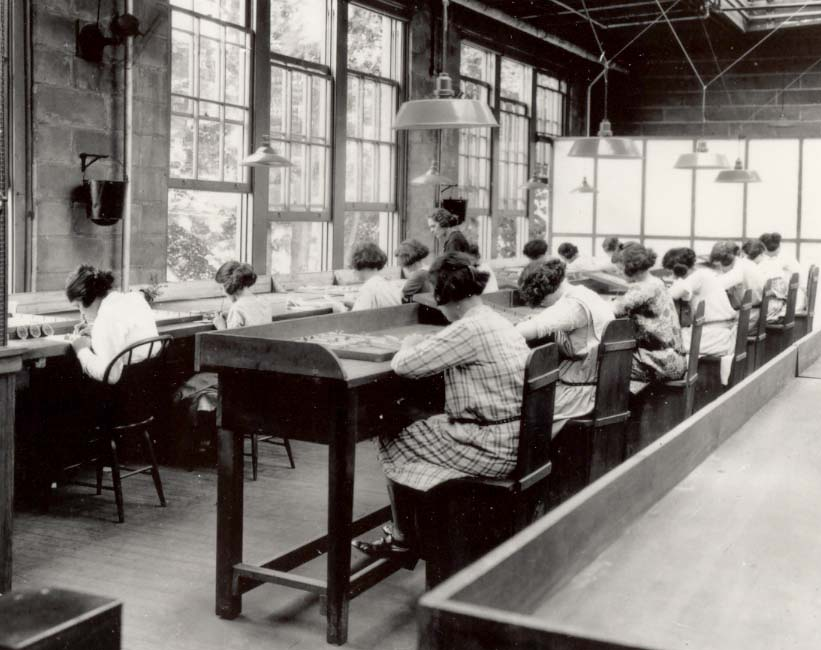
Dones en una fàbrica pintant amb radi sense protecció ca. 1922

Els pocs usos del radi deriven de les seves propietats radioactives per al tractament del càncer. Tot i això, radioisòtops com el cobalt 60 i el cesi 137 l'han anat substituint, ja que són més potents i més fàcils de manipular que el radi. Actualment, hi ha alguns tractaments radioterapèutics que fan servir radi 226 en braquiteràpia. També s'usa el radi 223, com a emissor alfa, per al tractament de les metàstasis òssies derivades de càncer de pròstata.

### Altres camps
Mitjançant la mescla de radi amb sulfur de zinc fosforescent s'obtenen pintures lluminoses que produeixen una feble llum verdosa en la foscor i que s'empraven en pantalles lluminoses de rellotges, interruptors, panells, etc. Avui dia ja no s'utilitzen per la perillositat del radi.

## Toxicologia

Símbol de perill de substància radioactiva.

El radi pot entrar al cos quan s'inhala o s'ingereix. No se sap si es pot absorbir a través de la pell. En desintegrar-se dins del cos produeix radó, que també és radioactiu. Si es respira radi, una certa quantitat pot romandre als varis mesos; però a poc a poc anirà entrant al torrent sanguini i es portarà a totes les parts del cos, especialment als ossos, degut a que és un alcalinoterri com el calci i pot substituir aquest als ossos. Durant mesos després de l'exposició, quantitats molt petites surten del cos diàriament a través de la femta i l'orina. Si es beu aigua contaminada amb radi o es mengen aliments contaminats, la major part (al voltant del 80%) deixarà ràpidament el cos amb la femta. L'altre 20% entrarà al torrent sanguini i es portarà a totes les parts del cos, especialment als ossos.
No hi ha cap evidència clara que l'exposició a llarg termini al radi als nivells que normalment estan presents al medi ambient (per exemple, 1 pCi de radi per gram de sòl) pugui provocar efectes nocius per a la salut. Tanmateix, l'exposició a nivells més alts de radi durant un llarg període pot provocar efectes nocius com anèmia, cataractes, fractures de dents, càncer (especialment càncer d'os) i mort, ja que danya l'ADN i produeix mutacions i aberracions cromosòmiques. Alguns d'aquests efectes poden trigar anys a desenvolupar-se i es deuen principalment a la radiació γ. El radi emet radiació γ, que pot recórrer distàncies força llargues a través de l'aire. Per tant, només estar a prop del radi als nivells alts que es poden trobar en alguns llocs de residus perillosos pot ser nociu per a la salut.